# Semirraya
La semirraya, guion medio o raya menor (–) es un signo de puntuación que consiste en un trazo horizontal de medio cuadratín (aunque según el tipo de letra puede ser algo más largo o corto). Algunos autores llaman también menos a este signo, al igual que antaño también se llamó menos a la raya, pero en Unicode es un carácter distinto de estos dos. Es más corta que la raya, pero más larga que el guion. Tiene la misma medida que el signo menos que se utiliza en las matemáticas.
No forma parte del sistema ortográfico del español. Es un anglicismo ortográfico, su uso en intervalos o para separar fechas, por ejemplo. A veces se emplea como alternativa estilística de la raya en medidas cortas, pero no es una práctica habitual.

## Atajos de teclado
| Windows        | Alt+0150 (del bloque numérico) |
| macOS          | ⌥+-                            |
| Microsoft Word | Ctrl+- (del bloque numérico)   |
| LibreOffice    | -- o :--:                      |
| TeX            | --                             |
| HTML           | &ndash;                        |
| XML            | &#8211; o &#x2013;             |
| Unicode        | U+2013                         |